# Trung Văn
Trung Văn là một phường cũ thuộc quận Nam Từ Liêm, thành phố Hà Nội, Việt Nam. Phường đã bị giải thể sau đợt Sáp nhập tỉnh, thành Việt Nam 2025

## Địa lý
Phường Trung Văn nằm ở phía đông nam quận Nam Từ Liêm, có vị trí địa lý:
- Phía Đông giáp phường Thanh Xuân Bắc thuộc quận Thanh Xuân với ranh giới là đường Lương Thế Vinh và phố Vũ Hữu
- Phía Tây Nam giáp phường Đại Mỗ với ranh giới tự nhiên là sông Nhuệ
- Phía Nam giáp phường Mộ Lao và phường Văn Quán thuộc quận Hà Đông
- Phía Đông Nam giáp phường Thanh Xuân Nam thuộc quận Thanh Xuân
- Phía Bắc giáp phường Mễ Trì
- Phía Tây Bắc giáp phường Phú Đô
- Phía Đông Bắc giáp phường Nhân Chính thuộc quận Thanh Xuân.

Phường có diện tích 2,78 km², dân số năm 2022 là 43.757 người, mật độ dân số đạt 15.739 người/km².

## Đường phố
- Cương Kiên
- Đại Linh
- Hồ Mễ Trì
- Lương Thế Vinh
- Phùng Khoang
- Trung Văn
- Tố Hữu

## Lịch sử
Trước đây, Trung Văn là một xã thuộc huyện Từ Liêm cũ.
Ngày 13 tháng 10 năm 1982, Hội đồng Bộ trưởng ban hành Quyết định 173-HĐBT. Theo đó, điều chỉnh một phần diện tích và dân số của thôn Phùng Khoang thuộc xã Trung Văn để thành lập phường Thanh Xuân Bắc thuộc quận Đống Đa (nay phường này thuộc quận Thanh Xuân).
Ngày 27 tháng 12 năm 2013, Chính phủ ban hành Nghị quyết số 132/NQ-CP. Theo đó, thành lập phường Trung Văn thuộc quận Nam Từ Liêm trên cơ sở toàn bộ 277,58 ha diện tích tự nhiên và 29.850 người của xã Trung Văn.